# Waikaia
Waikaia – miasto w Nowej Zelandii, na Wyspie Południowej, w regionie Southland.